# داء الأمعاء الالتهابي
أمراض الأمعاء الالتهابية (بالإنجليزية: Inflammatory bowel disease)‏ هي مجموعة من الأمراض الالتهابية التي تصيب الجهاز الهضمي، خاصّة القولون و الأمعاء الدقيقة. تتضمن مجموعة من الأمراض أهمها داء كرون والتهاب القولون التقرحي. من الضروري إدراك أن داء كرون لا يصيب القولون و الأمعاء الدقيقة فقط، إنما يمكن أن يُصيب الفم، المريء، المعدة و حتى فتحة الشرج أيضاً.

## التصنيف
النوعان الرئيسيان لداء الأمعاء الالتهابي هما داء كرون و التهاب القولون التقرّحي.
يُصنّف داء الأمعاء الالتهابي تحت أمراض المناعة الذاتيّة، حيث يقوم جهاز المناعة الخاصّ بالجسم بمهاجمة الجهاز الهضميّ.
بينما يُعدّ داء كرون و التهاب القولون التقرّحي أهم نوعين لداء الأمعاء الالتهابي، تشكّل مجموعة أخرى من الأمراض نسبة قليلة جداً من الحالات، و في كثير من الأحيان لا تُعتبر هذه الأمراض ضمن داء الأمعاء الالتهابي:
- التهاب القولون الكولاجيني
- التهاب القولون الليمفاوي
- التهاب القولون التحوّلي (يحدث بعد عمليّات قصّ أجزاء من القولون أو الأمعاء الدقيقة)
- مرض بهجت
- التهاب القولون غير المحدد

يفرّق الأطباء بين داء كرون و التهاب القولون التقرّحي عن طريق: مكان و طبيعة الالتهاب.
فبينما يمكن لداء كرون أن يُصيب أي جزء من الجهاز الهضمي ابتداءً من الفم و حتى فتحة الشرج (على الرغم أنه عادةً يبدأ في اللفائفي الانتهائي)، يقتصر التهاب القولون التقرّحي على القولون و المستقيم (Rectum). مجهريّا، يقتصر الالتهاب في التهاب القولون التقرّحي على طبقة الغشاء المخاطي من جدار الأمعاء، بينما يشمل الالتهاب في داء كرون كل سماكة جدار الأمعاء.
أخيراً، يرافق هذين المرضين أعراضٌ خارج الجهاز الهضمي تُصيب الكبد، الجلد، العيون، و المفاصل بنسب مختلفة.
في بعض الحالات النادرة لا تنطبق أعراض و علامات الحالة على تشخيص داء كرون أو التهاب الأمعاء التقرّحي، و حينئذٍ يُطلق على المرض اسم التهاب الأمعاء غير المحدّد.

## العلامات و الأعراض
على الرغم من الاختلاف الكبير بين المرضين، فإن أعراضاً مثل وجع البطن، و الإسهال، و التقيؤ، و النزيف الشرجي، و تشنّج عضلات الأمعاء، و فقدان الوزن قد تحدث في أيٍٍ منهما.
يُعدّ فقر الدم المضاعَف خارج المعوي الأكثر شيوعاً في هذين المرضين.
أعراض أخرى مرتبطة بهذين المرضين تشمل:
التهاب المفاصل، تقيّح الجلد الغنغريني ،التهاب الطرق الصفراوية المصلب البدئي.
يتمّ التشخيص بشكل عامّ عن طريق فحص العلامات الالتهابية في البراز، متبوعاً بتنظير القولون
مع أخذ خزعات من المناطق الملتهبة.

الأعراض
| المقارنة    | داء كرون                          | التهاب القولون التقرّحي |
| ----------- | --------------------------------- | ---------------------- |
| التبرّز      | شبيه بالعصيدة، عادةً مع إسهال دهني | شبيه بالمخاط، مع دم    |
| الزحير      | أقل شيوعاً                         | أكثر شيوعاً             |
| الحمى       | شائعة                             | تدلّ على مرض شديد       |
| النواسير    | أكثر شيوعاً                        | نادرة                  |
| فقدان الوزن | شائع                              | نادر                   |

العلامات التشخيصية
| العلامة                    | داء كرون                                                       | التهاب القولون التقرحي         |
| -------------------------- | -------------------------------------------------------------- | ------------------------------ |
| شمول اللفائفي الانتهائي    | شائع                                                           | نادراً                          |
| شمول القولون               | عادةً                                                           | دائماً                          |
| شمول المستقيم              | نادراً                                                          | دائماً                          |
| شمول فتحة الشرج و ما حولها | شائع                                                           | نادراً                          |
| شمول الطرق الصفراوية       | لا زيادة في معدّل الإصابة بالتهاب الطرق الصفراوية المصلب البدئي | معدّلات أعلى                    |
| انتشار المرض               | رقع من الالتهاب (الالتهاب القافز)                              | مناطق مستمرّة متصلة من الالتهاب |
| مشاهدات التنظير            | تقرّحات عميقة جغرافية شبيهة بجسد الأفعى                         | تقرّحات مستمرة متصلة            |
| عمق الالتهاب               | قد يكون شاملاً لكل جدار الأمعاء                                 | ضحل يشمل الغشاء المخاطي فقط    |
| تضيّق الأمعاء               | شائع                                                           | نادر                           |
| الورم الحبيبي              | يمكن أن يحدث على صورة ورم حبيبي غير ناخر غير شبيه بالمعويّ      | لا يحدث                        |

## الأسباب
داء الأمعاء الالتهابي هو مرض معقّد ينتج من تفاعل عوامل بيئية و جينية، و يُعتقد أنّ بعض التغيّرات على بكتيريا الأمعاء يمكن أن تُساهم في تطوّر المرض. هذه التغيّرات على البكتيريا يمكن أن تحدث كنتيجة لعوامل بيئية، مثل دهون الحليب المركّزة (مكوّن شائع للأغذية المصنّعة) و المضادّات الحيويّة الفمويّة، و مغذّيات الحديد الفموية.
| المقارنة | داء كرون     | التهاب القولون التقرّحي |
| -------- | ------------ | ---------------------- |
| سيتوكين  | مرتبط ب Th17 | مرتبط ب Th2            |

### علم الجينات
مساهمة الجينات في المرض غير مفهومة بشكل واضح و يبدو أنها محصورة في عدد قليل من الجينات. في عام 2012، تمّ تأكيد ارتباط 163 قطعة جينية بداء الأمعاء الالتهابي. هذه ال163 قطعة جينية تفسّر من 8.2%إلى 16.3% من حالات داء كرون و من 4.1% إلى 7.5% من التهاب القولون التقرّحي.
هذه ال163 قطعة جينيّة تتكوّن من 300 جين، العديد من هذه مرتبطٌ بإنتاج السيتوكين، تفعيل الخلايا اللمفاوية، و الاستجابة للالتهابات البكتيريّة.

## العلاج
داء كرون و التهاب القولون التقرّحي هما من أمراض المناعة الذاتية التي لا يُمكن ان تُشفى تماماً عن طريق الأدوية. جراحياً، يمكن علاج و حتى شفاء التهاب القولون التقرّحي في حال تمّت إزالة القولون كاملاً (مع الحاجة أيضاً إلى علاج دوائي و تنظيري إذا تُرك جزء من المستقيم دون إزالة)، لكنْ لا يمكن للجراحة أن تشفي من داء كرون.
العلاج
| المقارنة         | داء كرون                                           | التهاب القولون التقرّحي       |
| ---------------- | -------------------------------------------------- | ---------------------------- |
| Mesalazine       | أقلّ فائدة                                          | أكثر فائدة                   |
| المضادات الحيوية | ذات تأثير على المدى الطويل                         | من دون تأثير                 |
| الجراحة          | يعود المرض ليصيب أجزاء أخرى بعد إزالة الجزء المصاب | يُضفى المرض بعد إزالة القولون |

علاج داء الأمعاء الالتهابي يختلف من مريض إلى آخر. فاختيار نوعية الدواء المستخدم، و طريق استخدام الأدوية (فموياً، شرجياً، حقناً) يعتمد على عدة عوامل تشمل: نوعية المرض، انتشاره، شدته، بالإضافة إلى عوامل أخرى تاريخية و بيوكيميائية، بالإضافة إلى تفضيل المريض و اختياره الشخصيّ. فمثلاً دواء ميسالازين أكثر فعالية في علاج داء كرون منه في علاج التهاب القولون التقرّحي. بشكل عامٍ، و اعتماداً على شدة المرض، هناك حاجةٌ لاستخدام أدوية تثبيط المناعة مثل prednisone, azathioprine (Imuran), TNF-inhibtors, methotrexate, أو 6-mercaptopurine
عادةً، تُستخدم الستيرويدات في السيطرة على انفجارات المرض، و كانتْ في الماضي تُستخدم أيضاً كأدوية للحفاظ على هدوء المرض. تمّ استخدام العقارات البيولوجية مثل مانعات TNF في علاج داء كرون منذ فترة طويلة و مؤخراً بدأ استخدمها في علاج التهاب القولون التقرّحي أيضاً. في الحالات الشديدة للمرض قد يكون هناك حاجة لإجراء جراحة مثل إزالة لأجزاء من الأمعاء، عمليّات تعديل التضيّقات، و فغر لفائفي أو فغر جيبي مؤقت أو دائم. يُمكن شفاء التهاب القولون التقرّحي تماماً عن طريق الإزالة الجراحية للقولون و المستقيم، و بينما لا يشفي هذا الإجراء من الأعراض خارج المعويّة، فإنه يشفي من الأعراض الهضميّة لأنّ المرض لا يمكن أن يعود و يصيب الجهاز الهضمي دون وجود القولون و المستقيم فيه. في داء كرون، العلاج الجراحي يتمّ عن طريق إزالة الأجزاء ذات الإصابة الأشدّ مع توفير الأجزاء غير المصابة ثم توصيلها ببعضها البعض، لكنْ للأسف، العلاج الجراحي غير قادر على الشفاء من داء كرون تماماً، لإن لهذا الداء القدرة على أن يعود فيصيب أي جزء من الجهاز الهضمي، خصوصاً المكان الأقرب للجزء المُزال.
يبدأ العلاجُ عادةً بإعطاء أدوية مضادة للالتهاب مثل prednisone. و عند السيطرة على الالتهاب يتحوّل المريض إلى علاج أخفّ تأثيراً للحفاظ على المرض في حالة الهدوء ثم Maesalazine و Asacol.
يستخدم Budesomide كأسهل علاج للأطفال و لكبار السنّ.
خيار جديد استخدم في عدة دراسات صغيرة لعلاج داء الأمعاء الالتهابي هو Fecal bacteriotherapy.
في بعض الحالات حيث يعتقد بمساهمة البكتيريا في الالتهاب يمكن أن يستفيد المرضى من العلاج عن طريق المضادات الحيوية.
فقر الدم هو أحد المضاعفات الشائعة لمرَضي داء كرون و التهاب الأمعاء التقرّحي و ذلك بسبب زيادة تكوين السيتكوين الالتهابيّة التي تؤدي إلى زيادة تكوين Hepcidin. مغذيات الحديد عن طريق الحقن في هذه الحالة أفضل من المغذيات الفموية لإنها لا تمرّ بالجهاز الهضمي، و لقلة الأعراض الجانبية، و لسرعة الاستجابة للعلاج. لأنّ الHepcidin ذاته هو عامل مضادّ للالتهاب، و لأن نقص الحديد يقلّل إنتاج الHepcidin فذلك يجعل الالتهاب بحالة أسوأ، لذلك فعلاج فقر الدم يحسّن من حالة المريض خصوصاً عند استخدام الerythropoietin بالإضافة إلى مغذّيات الحديد.
بسبب احتماليّة وجود مساهمة من بكتيريا الأمعاء في تنشيط الالتهاب، فمن الممكن استخدام بعض المضادات الحيوية في تخفيف الالتهاب مثل chloroxine. فائدة مثل هذه المضادات لا تزال تحتاج إلى المزيد من الدراسة.
في شباط عام 2013 اكتشف الباحثون خلايا جذعية في نخاع العظم من الممكن استخدامها يوماً ما في علاج داء الأمعاء الالتهابي.

## مسار المرض
بينما يؤثر داء الأمعاء الالتهابي سلبياً على نوعيّة الحياة بسبب أعراض مثل الألم، التقيؤ، الإسهال، و أعراض أخرى غير مقبولة اجتماعياً، فإنه نادراً ما يكون قاتلاً بحدّ ذاته. الوفيات الناتجة من مضاعفات المرض مثل القولون العرطل السمّي، و انثقاب الأمعاء، و مضاعفات العمليات الجراحية، أيضاً نادرة الحدوث.
بينما تزداد إصابة مرضى داء الأمعاء الالتهابي بسرطان القولون و المستقيم، فإن السرطان لديهم عادةً ما يُكتشف بوقت أبكر بكثير من اكتشافه في باقي الأشخاص نتيجةً لتنظير القولون روتينياً عند هؤلاء المرضى ، مما يجعل احتمال نجاتهم من سرطان القولون و المستقيم أكبر من احتمال نجاة غيرهم.
هناك دليلٌ جديد يُشيرُ إلى أن مرضى داء الأمعاء الالتهابيّ يمكن أن يكون لديهم مشاكل في البطانة الغشائية و أمراض في شرايين القلب التاجيّة.
دراسة حديثة لغاندي تقول إن مرضى داء الأمعاء الالتهابيّ الذين يبلغون أكثر من 65 عاماً من العمر معرضون أكثر من غيرهم للإصابة بأمراض القلب، حتى في حال غياب عوامل الخطورة التقليدية للإصابة بهذه الأمراض.
هدف العلاج هو تحقيق هدوء المرض، و بعد تحقيق هذا الهدف يتمّ تبديل الأدوية بأخرى قادرة على الحفاظ على هدوء المرض و تمتاز بأنها أخفّ من المجموعة الأولى و ذات أعراض جانبيّة أقلّ.
يعود المرض بين الحين و الآخر لنشاطه بشكل مفاجئ، و هذا ما يُسمّى انفجار المرض. يختلف عدد مرّات حدوث انفجار المرض و تختلف المدة بين كلّ مرة و التي تليها بين المرضى بشكل كبير. وهناك حتى القليل من المرضى الذين لم يواجهوا أبداً انفجار المرض في حياتهم.
المضاعفات
| المقارنة                 | داء كرون    | التهاب القولون التقرحي |
| ------------------------ | ----------- | ---------------------- |
| النقص الغذائي            | شائع        | أقل شيوعاً              |
| سرطان القولون و المستقيم | قليل الحدوث | شائع                   |

المضاعفات خارج المعويّة
| المضاعف                               | الجنس | داء كرون | التهاب القولون التقرّحي |
| ------------------------------------- | ----- | -------- | ---------------------- |
| التهاب القزحية                        | أنثى  | 2.2%     | 3.2%                   |
| التهاب القزحية                        | ذكر   | 1.3%     | 0.9%                   |
| التهاب الطرق الصفراوية المصلب المبدئي | أنثى  | 0.3%     | 1%                     |
| التهاب الطرق الصفراوية المصلب المبدئي | ذكر   | 0.4%     | 3%                     |
| التهاب الفقار المقسط                  | أنثى  | 0.7%     | 0.8%                   |
| التهاب الفقار المقسط                  | ذكر   | 2.7%     | 1.5%                   |
| تقيح الجلد الغنغريني                  | أنثى  | 1.2%     | 0.8%                   |
| تقيح الجلد الغنغريني                  | ذكر   | 1.3%     | 0.7%                   |
| الحمامي العقدية                       | أنثى  | 1.9%     | 2%                     |
| الحمامي العقدية                       | ذكر   | 0.6%     | 0.7%                   |

## انتشار المرض
في عام 2010 تسبب داء الأمعاء الالتهابي ب 34000 حالة وفاة حول العالم.